# Monasteraden
Monasteraden is een plaats in het Ierse graafschap County Sligo. Het dorp was tot 1963 met een zijlijn verbonden met de spoorlijn Dublin - Sligo. Het station is nog aanwezig en wordt bewoond.